# Phaeochroa cuvierii
El colibrí de Cuvier (Phaeochroa cuvierii), también denominado ala de sable verde, colibrí pechiescamado, colibrí pecho escamoso, fandanguero pechiescamoso o fandanguero pecho escamoso, es una especie de ave apodiforme de la familia Trochilidae —los colibríes—, la única perteneciente al género monotípico Phaeochroa, anteriormente situada en el género Campylopterus. Es nativa de México, América Central y extremo norte de América del Sur. 

## Distribucíón y hábitat
se distribuye de forma disjunta, desde el extremo sur de México (noreste de Chiapas), por la vertiente caribeña del sur de Belice, norte de Guatemala, norte de Honduras, Nicaragua, hasta el noreste de Costa Rica; por la vertiente del Pacífico de Costa Rica y suroeste de Panamá; por ambas vertientes del centro y este de Panamá; y por el norte de Colombia, desde el litoral caribeño hacia el interior (hasta el norte de Bolívar).
Esta especie es considerada de poco común a común apenas localmente en la mayoría de su zona, en una variedad de hábitats naturales que incluye los bosques secos, bordes y claros de bosques en galería y bosques húmedos, manglares, crecimientos secundarios y matorrales, cercados, jardines y otros hábitats más o menos abiertos; evita el interior de bosques cerrados siempreverdes. En el bosque seco y el manglar forrajea desde el sotobosque hasta los estratos medios, y hasta las copas de los árboles a lo largo de los bordes. Principalmente en tierras bajas pero localmente hasta los 1200 m de altitud en el suroeste de Costa Rica.

## Sistemática

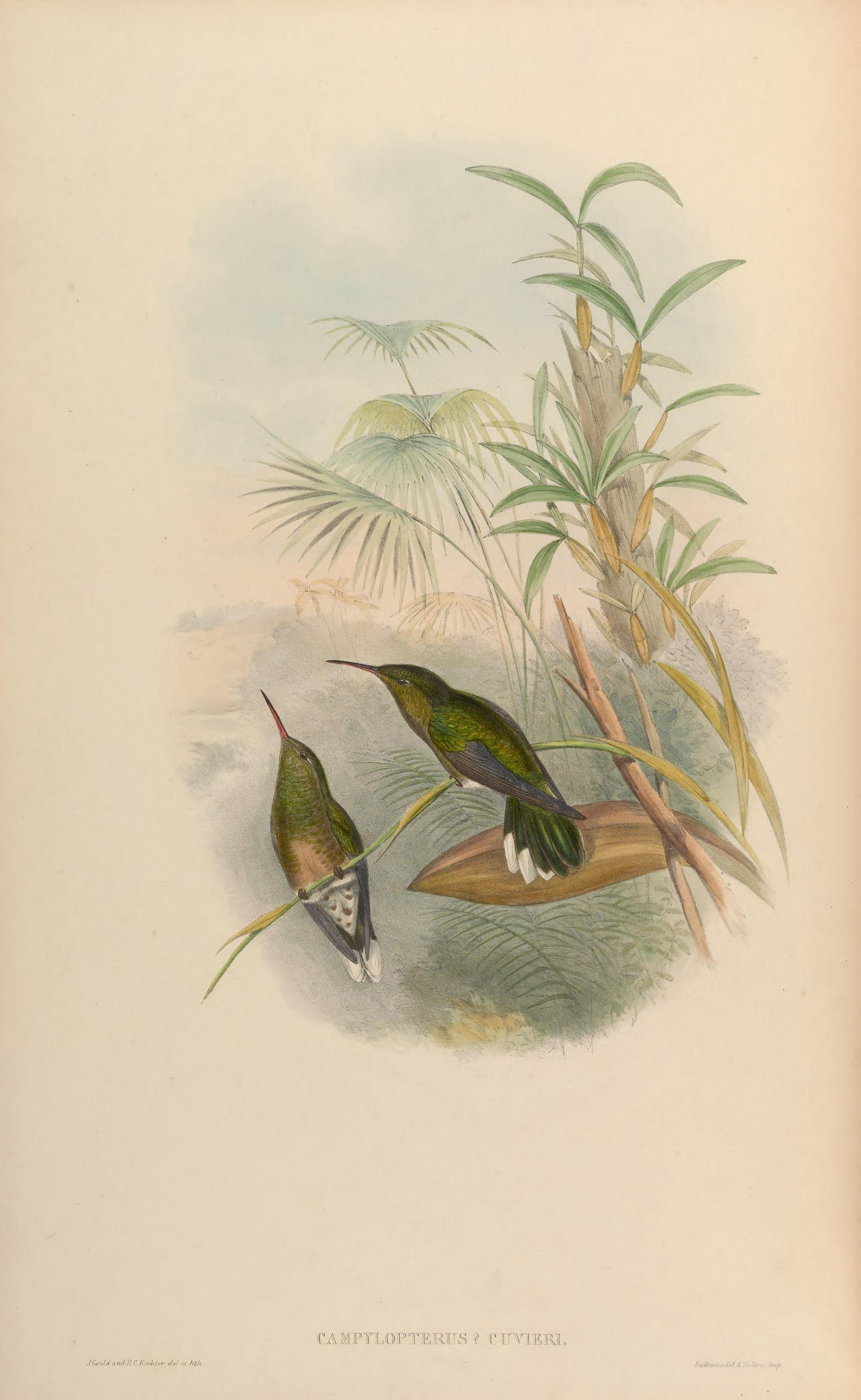
Campylopterus cuvierii, ilustración de Gould y Richter en A monograph of the Trochilidae, or family of humming-birds 2, 1861.

### Descripción original
La especie P. cuvierii fue descrita por primera vez por los ornitólogos franceses Adolphe Delattre y Jules Bourcier en 1846 bajo el nombre científico Trochilus cuvierii; su localidad tipo es: «istmo de Panamá y Telemán. América Central».
El género Pheochroa fue propuesto por el ornitólogo británico John Gould en 1861, y la especie tipo subsecuentemente designada es Trochilus cuvierii, la presente especie.

### Etimología
El nombre genérico femenino «Phaeochroa» se compone de las palabras del griego «phaios» que significa ‘oscuro, marrón’ y «khroa» que significa ‘color de la piel’; y el nombre de la especie «cuvierii» conmemora al naturalista francés Georges Cuvier (1769–1832).

### Taxonomía
Tradicionalmente es segregada en el género Phaeochroa, pero el eje engrosado y aplanado de las primarias externas del macho adulto es similar al de otros Campylopterus, y la coloración, el comportamiento y las vocalizaciones de algunas de las especies de Campylopterus de color apagado y sexualmente monocromáticas también se parecen a los de esta especie. Por estas razones algunos autores anteriores la colocaron en este último género; pero finalmente, el Comité de Clasificación de Sudamérica (SACC) volvió a separarla en Phaeochroa en la Propuesta N.º 90. Los estudios de filogenia molecular presentados por McGuire et al. (2014), revelaron que la presente especie no es pariente particularmente cercana de Campylopterus y si hermana de Leucippus fallax.
La subespecie roberti suele ser tratada como especie separada, sobre la base de diferencias en el pico y el color de la rectriz, pero apenas es distintiva.

### Subespecies
Según las clasificaciones del Congreso Ornitológico Internacional (IOC) y Clements Checklist/eBird  se reconocen seis subespecies, con su correspondiente distribución geográfica:
- Grupo monotípico roberti:
  - Phaeochroa cuvierii roberti (Salvin, 1861) – extremo sureste de México (noreste de Chiapas), norte de Guatemala y Belice al sur en la vertiente caribeña hasta el noreste de Costa Rica.

- Grupo politípico cuvierii:
  - Phaeochroa cuvierii maculicauda Griscom, 1932 – vertiente pacífica de Costa Rica.
  - Phaeochroa cuvierii furvescens Wetmore, 1967 – vertiente pacífica del oeste de Panamá.
  - Phaeochroa cuvierii saturatior (Hartert, 1901) – isla Coiba, frente al suroeste de Panamá.
  - Phaeochroa cuvierii cuvierii (Delattre & Bourcier, 1846) – centro de Panamá (al este hasta el centro oeste de San Blas).
  - Phaeochroa cuvierii berlepschi Hellmayr, 1915 – norte de Colombia (norte del Atlántico, noroeste de Bolívar).